# Franchises parlementaires au Royaume-Uni
Les franchises parlementaires du Royaume-Uni sont le système électoral en vigueur au cours du XIXe siècle, jusqu'au Representation of the People Act 1918 qui établit le suffrage universel masculin et élargit le suffrage censitaire aux femmes de plus de 30 ans.  